# Reattanza
La reattanza, nell'analisi di un circuito elettrico a corrente alternata (per esempio un circuito RLC in serie), è la parte immaginaria dell'impedenza ed è causata dalla presenza di induttori e/o condensatori nel circuito. La reattanza produce una differenza di fase tra la corrente e la tensione del circuito. La reattanza è simbolizzata con la lettera X ed è misurata in ohm.

## Il rapporto con l'impedenza
La relazione tra impedenza, resistenza e reattanza è espressa dalla equazione:
{\displaystyle {\bar {Z}}=R+jX}
dove {\displaystyle {\bar {Z}}} è l'impedenza, {\displaystyle R} la resistenza, e {\displaystyle X} la reattanza (tutte misurate in ohm), {\displaystyle j} è l'unità immaginaria.
Per un circuito puramente induttivo o capacitivo, l'impedenza si riduce quindi alla pura reattanza induttiva o capacitiva.
La reattanza di un condensatore e di un induttore in serie è la somma algebrica delle loro reattanze.
{\displaystyle \ X=X_{L}+X_{C}}
in cui XL e XC sono rispettivamente la reattanza induttiva e la reattanza capacitiva.

## Reattanza del condensatore o capacitiva
Utilizzando la relazione costitutiva di un condensatore, {\displaystyle i=C{\frac {dv}{dt}}\;} in cui C è la capacità del condensatore, e tenendo presente la proprietà di derivazione dei fasori (a una funzione sinusoidale di fasore {\displaystyle {\bar {F}}} è associata una funzione sinusoidale derivata di uguale pulsazione e di fasore {\displaystyle j\omega {\bar {F}}}, in cui j è l'unità immaginaria e {\displaystyle \omega \;} la pulsazione), si ha che:
{\displaystyle {\bar {I}}=j\omega C{\bar {V}}.\;}
L'ultima formula permette, tramite qualche passaggio algebrico, di ricavare l'impedenza del condensatore, pari a
{\displaystyle {\bar {Z}}={\frac {\bar {V}}{\bar {I}}}={\frac {1}{j\omega C}}=-{\frac {j}{\omega C}}\;}.
Essendo l'impedenza formata interamente dalla parte immaginaria, si calcola la reattanza del condensatore (reattanza capacitiva), pari a
{\displaystyle X_{C}=-{\frac {1}{\omega C}}.\;}

## Reattanza dell'induttore o induttiva
Tramite la relazione costitutiva degli induttori, {\displaystyle v=L{\frac {di}{dt}}\;}, in cui L rappresenta l'induttanza dell'induttore, e tenendo presente la proprietà di derivazione dei fasori, si ha:
{\displaystyle {\bar {V}}=j\omega L{\bar {I}}.\;}
L'impedenza, rapporto tra il fasore della tensione e quello della corrente, è pertanto pari a
{\displaystyle {\bar {Z}}=j\omega L.\;}
Dall'ultima formula si ricava facilmente che la reattanza dell'induttore (reattanza induttiva) è pari a
{\displaystyle X_{L}=\omega L.\;}